# Palais Vorontsov (Odessa)
Le palais Vorontsov est un bâtiment situé boulevard Primorsky à Odessa, en Ukraine.
Il est l'oeuvre de l'architecte italien Francesco Boffo. Il porte le nom de Mikhaïl Semionovitch Vorontsov, gouverneur de la Nouvelle Russie.
Ayant brûlé plusieurs fois, des parties du bâtiment d'origine ont disparu.

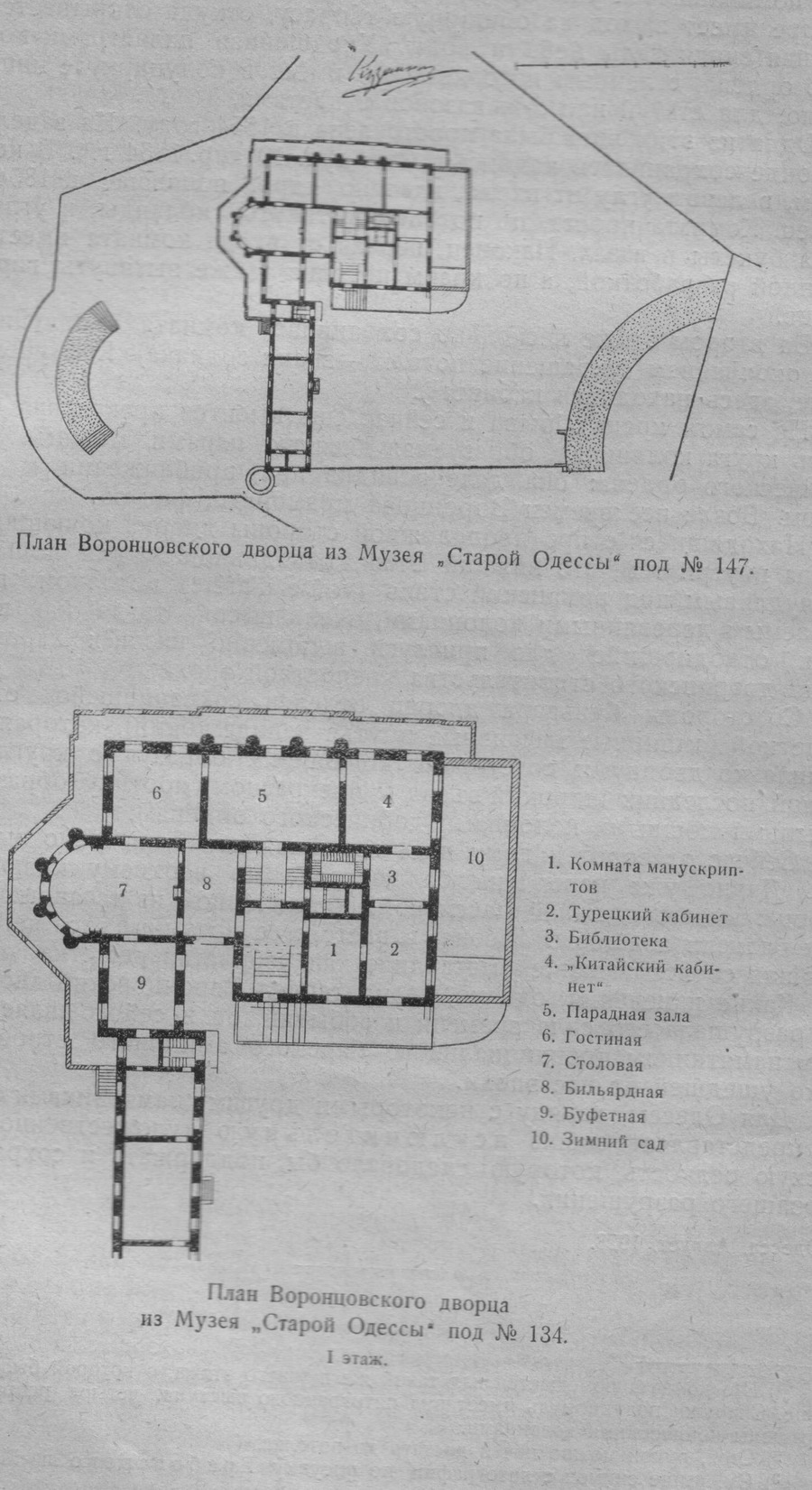
Sur plan.
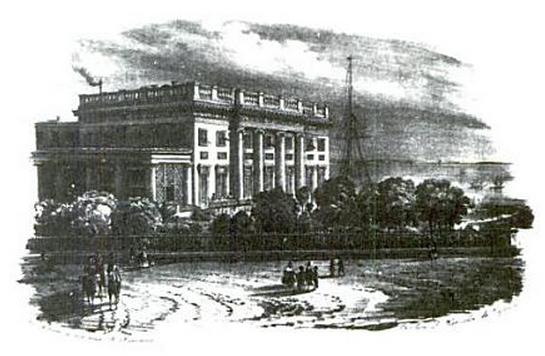
En 1850.
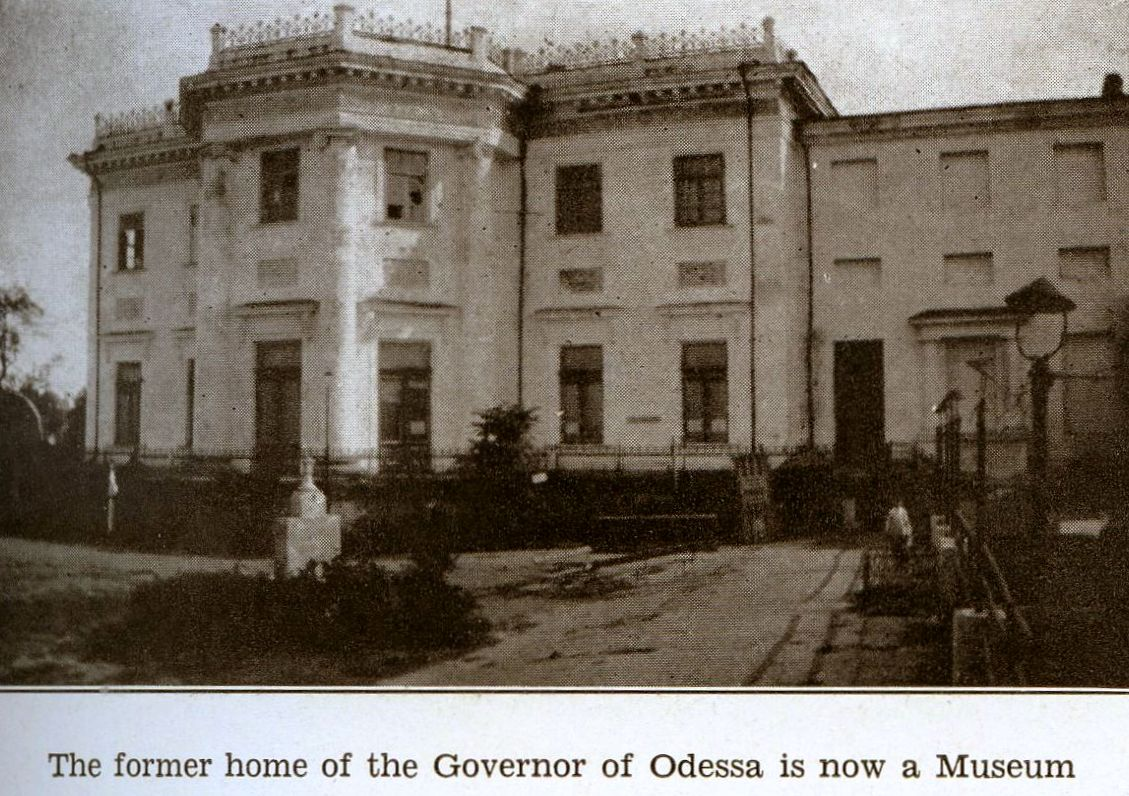
En 1927 c'est un musée
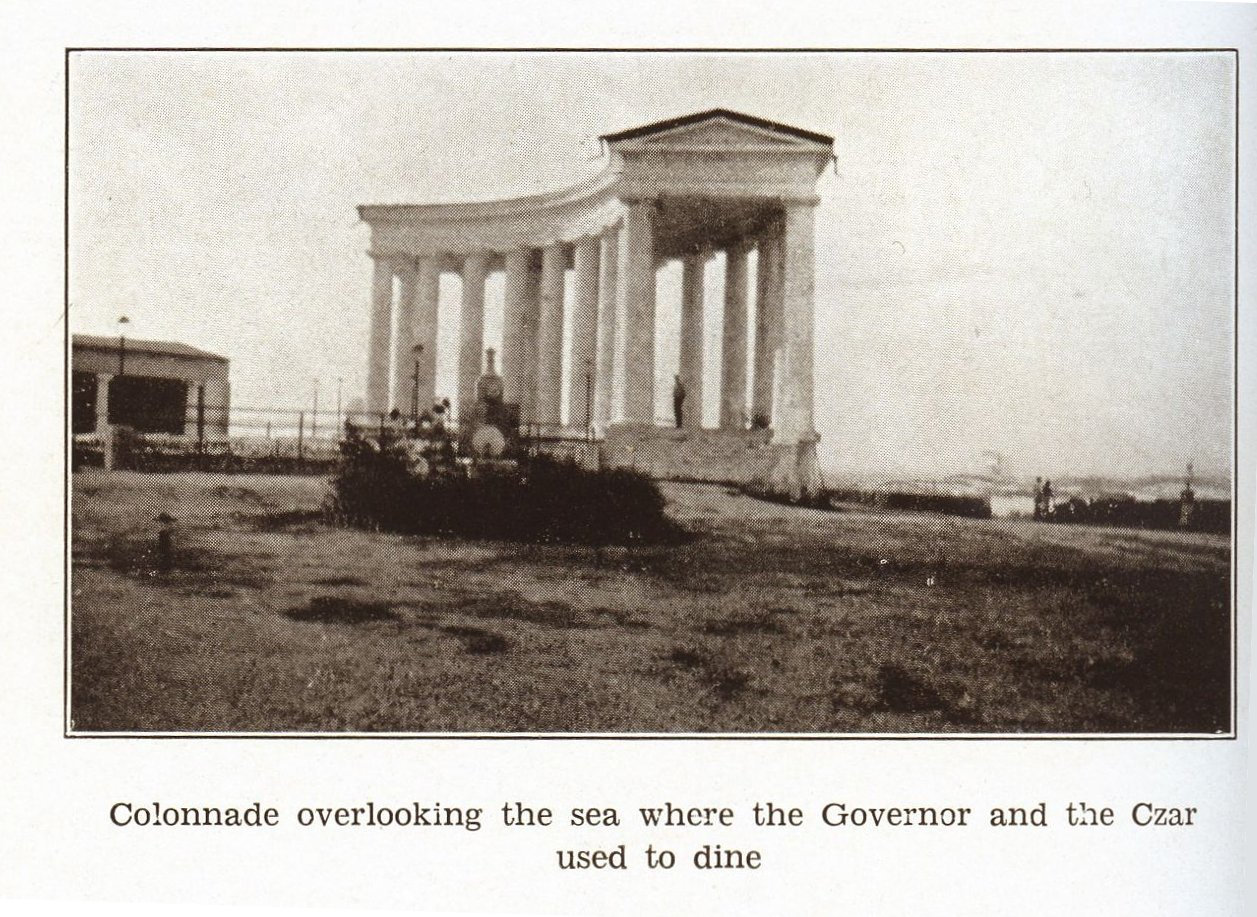
et sa colonnade.
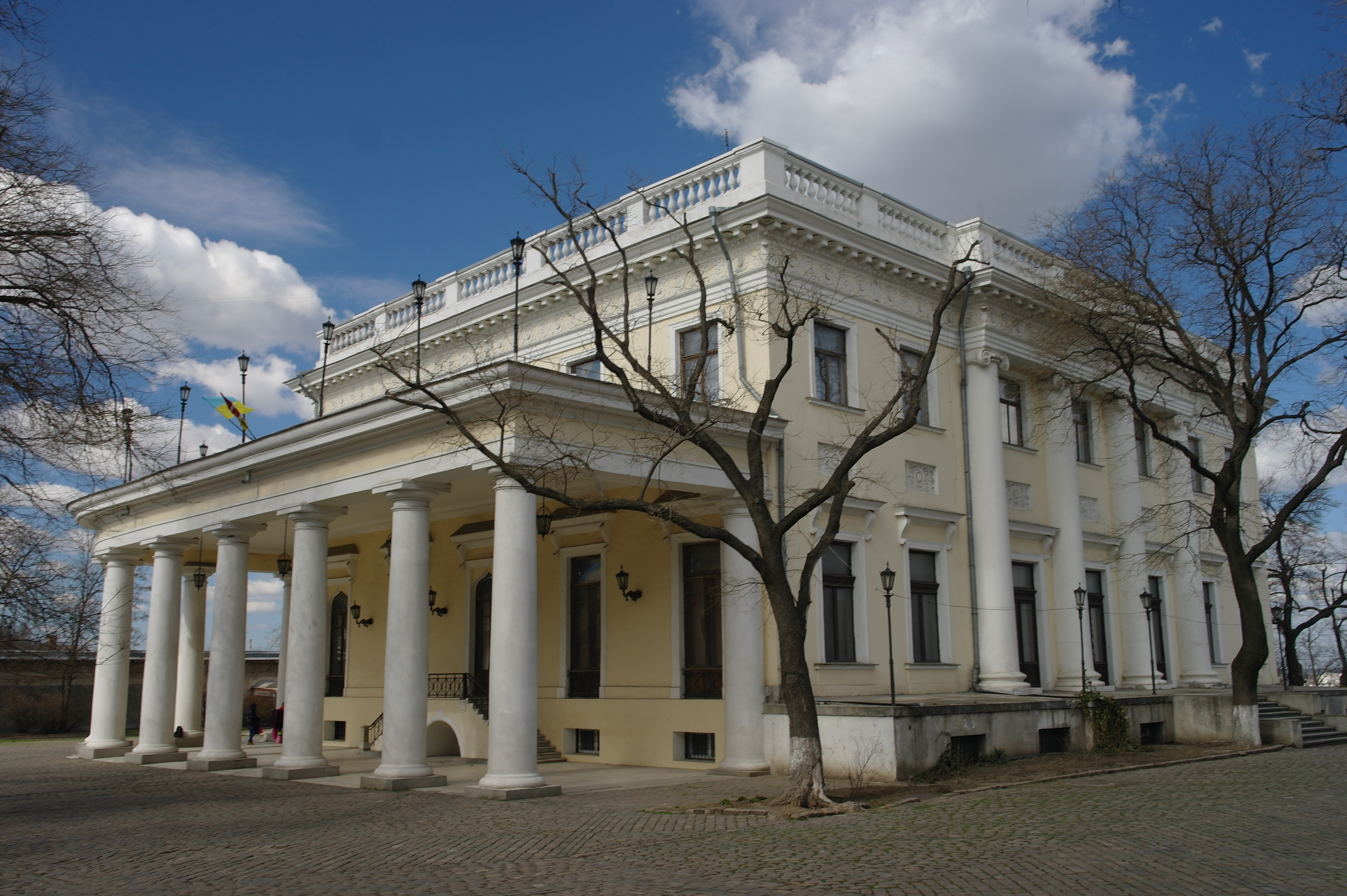
Le bâtiment principal,
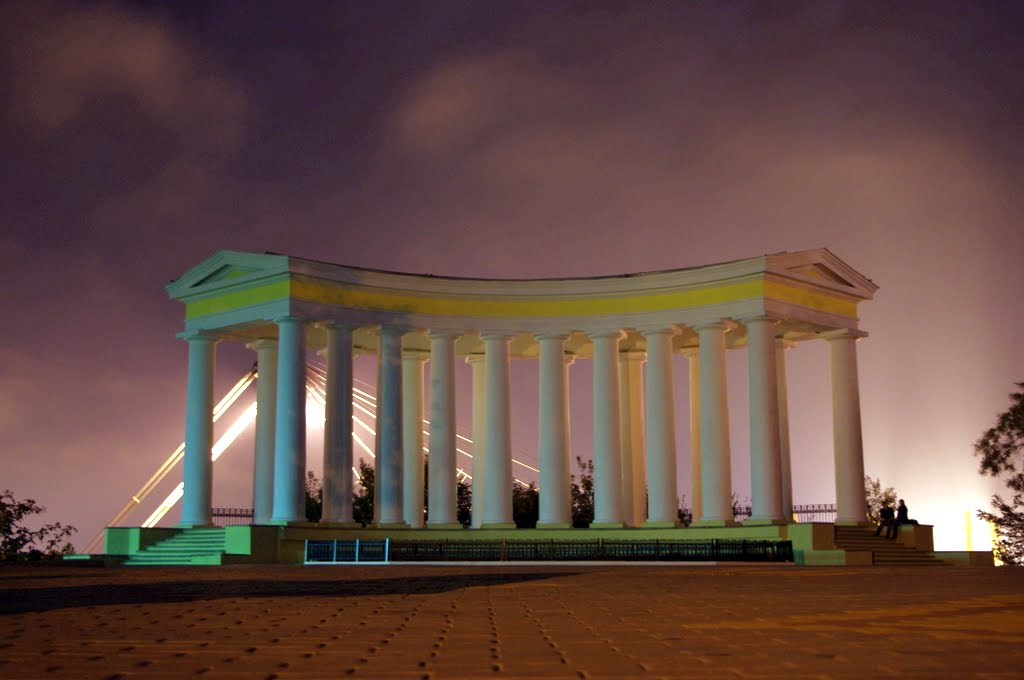
la colonnade belvédère classée[2].
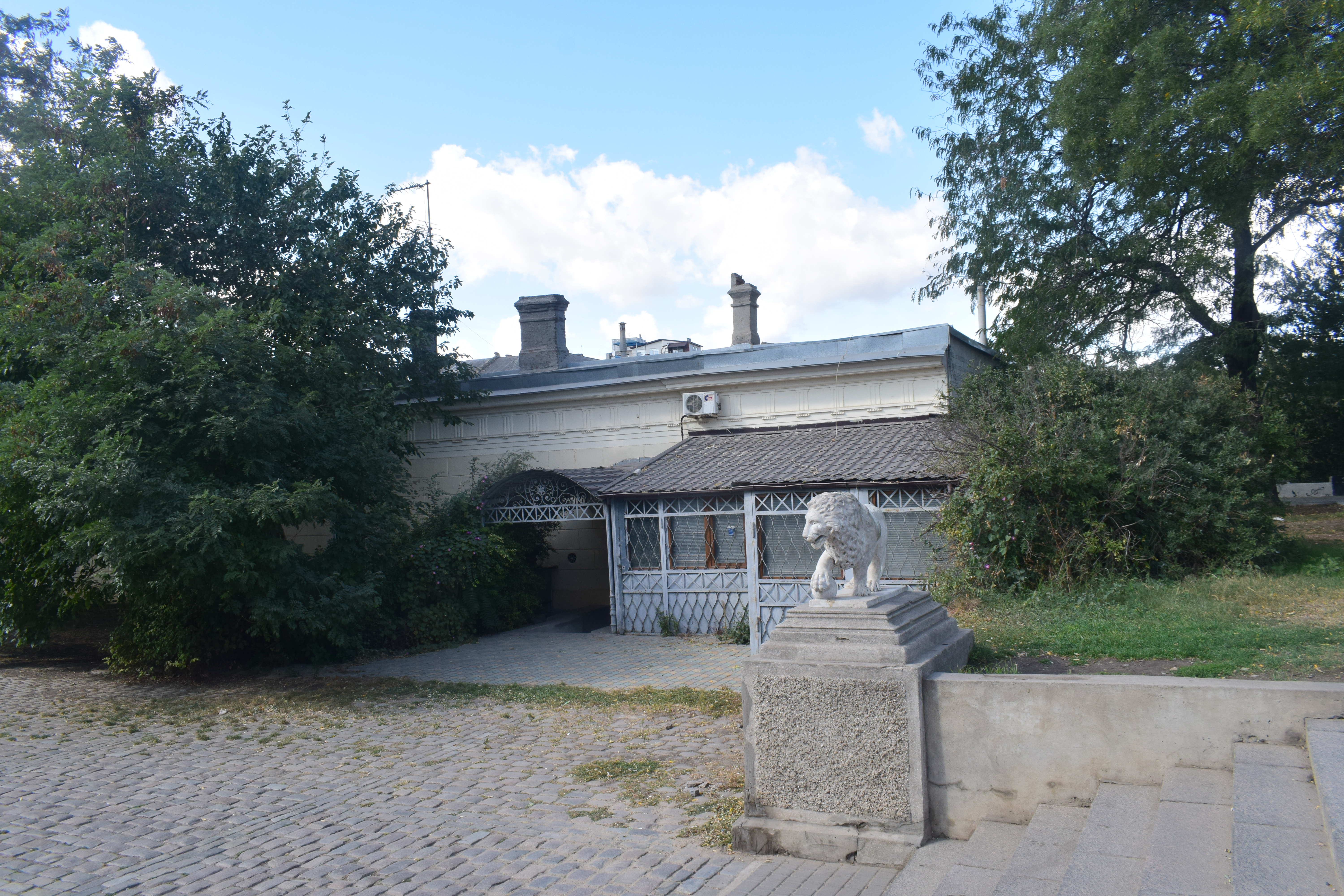
Sa cuisine classée[3].